# Caculé
Caculé là một đô thị thuộc bang Bahia, Brasil. Đô thị này có diện tích 685,914 km², dân số năm 2007 là 21824 người, mật độ 31,82 người/km².